# برونشیول تنفسی
برونشیول تنفسی باریک‌ترین راه هوایی در ریه است که پنج صدم سانتی‌متر قطر دارد.
تفاوت آن با سایر برونشیول‌ها در این است که در تبادل گاز در ریه نقش دارد و جزو منطقه تنفسی (Respiratory zone) محسوب می‌شود. سایر اجزای منطقه تنفسی شامل آلوئولار داکت و آلوئول است. آلوئولار داکت ادامه دیستال (دورتر) برونشیول تنفسی است که به آاوئول ختم می‌شود.